# Samuel Collardey
Samuel Collardey, né le 29 juillet 1975 à Besançon, est un directeur de la photographie et réalisateur français.

## Biographie
Samuel Collardey travaille durant quatre ans pour la télévision avant d’intégrer La Femis dans le département Image. Durant sa formation il est chef opérateur sur de nombreux courts métrages. Son film de fin d’étude Du soleil en hiver reçoit de nombreux prix, dont le prix SACD à la Quinzaine des réalisateurs du Festival de Cannes, le prix spécial du jury à Clermont-Ferrand. 
En 2008 sort son premier long métrage L'Apprenti. un docu-fiction qui fait le portrait d’un jeune apprenti dans une ferme du Haut-Doubs. Le film est récompensé par le prix de la semaine de la critique à Venise et le prix Louis-Delluc du meilleur premier film. Puis il réalise Comme un lion en 2013, Tempête Prix d'interprétation à la Mostra de Venise en 2016, Une année polaire en Compétition Officiel à Sundance en 2018. Entre 2016 et 2020 il travaille aussi sur la série Le Bureau des légendes  et en 2023 il réalise Moochie une série documentaire pour Canal Plus.  En parallèle, il continue de pratiquer le métier de chef opérateur, et collabore avec le réalisateur Nassim Amaouche sur Adieu Gary, avec  Magaly Richard-Serrano sur  La Fine Équipe  et avec Frédéric Louf sur J'aime regarder les filles. 

## Filmographie

### Comme réalisateur

#### Courts métrages
- 2004 : René et Yvonne
- 2005 : Du soleil en hiver[1]

#### Longs métrages
- 2008 : L'Apprenti
- 2013 : Comme un lion
- 2015 : Tempête
- 2018 : Une année polaire

#### Séries télévisées
- 2016-2020 : Le Bureau des légendes
- 2023 : Moochie, Qui a tué Jill Halliburton ?

### Comme directeur de la photographie

#### Courts métrages
- 2004 : Tempête de Nikolaï Khomeriki
- 2005 : Naissance de l'orgueil d'Antonio Hébrard
- 2005 : À deux (Vdvoyom) de Nikolaï Khomeriki
- 2005 : Du soleil en hiver de lui-même
- 2005 : Contre Temps de Armel Hostiou

#### Longs métrages
- 2009 : Adieu Gary de Nassim Amaouche
- 2011 : J'aime regarder les filles de Frédéric Louf
- 2016 : La Fine Équipe de Magaly Richard-Serrano

## Distinctions
- 2005 : Prix SACD à la Quinzaine des Réalisateurs à Cannes
- 2005 : Bayard d'or du meilleur court métrage au Festival international du film francophone de Namur
- 2006 : Lauréat de la Fondation Gan pour le cinéma pour L'Apprenti[2].
- 2006 : Prix spécial du jury au Festival international du court métrage de Clermont-Ferrand
- 2008 : Prix Louis-Delluc du premier film pour L'Apprenti
- 2008 : Prix de la semaine internationale de la critique à la 65e Mostra de Venise
- 2016 : Prix d'interprétation à la 72e Mostra de Venise